# اوختار
اوختار (به ارمنی: Օխտար) یک روستا در ارمنستان است که در استان سیونیک واقع شده‌است. در ۲۲ کیلومتری شمال غرب کاپان، مرکز استان سیونیک واقع شده‌است.

## خصوصیات
اوختار ۳٫۳۰ کیلومترمربع مساحت و ۹۳ نفر جمعیت دارد و در ارتفاع ۱۱۲۰ متر بالاتر از سطح دریا قرار گرفته‌است.